# Sabana de Mendoza
Sabana de Mendoza é uma cidade venezuelana, capital do município de Sucre (Trujillo).